# King's College de Londres
O Colégio do Rei de Londres (do inglês: King's College London) é uma universidade pública do ramo de pesquisa, localizada em Londres (Reino Unido), fundada por Jorge IV e o Duque de Wellington em 1829.
É a terceira universidade mais antiga da Inglaterra. O Hospital de Saint Thomas, um hospital universitário da Escola de Medicina do King's College, tem raízes que remontam a 1173.
O King's College é classificado como a "6ª melhor universidade da Europa", e "16ª melhor do mundo" no período de 2014-15, de acordo com a QS World University Rankings. A reputação do King's College inclui todas as principais áreas académicas, com destaque para: direito, relações internacionais, estudos de guerra nas ciências sociais, medicina, psicologia, enfermagem nas ciências naturais. O King's College já produziu 12 ganhadores do Prémio Nobel, como é o caso do vencedor do Nobel da Paz, Desmond Tutu. Formou também 16 chefes de estado e dezenas de outros líderes mundiais. No parlamento britânico atual podem encontrar-se 20 deputados formados no King's College.
O King's College é integrante do grupo Golden Triangle de universidades britânicas de elite, em conjunto com a Universidade de Oxford, Universidade de Cambridge, University College London, Imperial College London, e London School of Economics. O King's College é também membro fundador da Universidade de Londres e do Russell Group.
O processo de admissão ao King's College é extremamente competitivo, e apenas uma pequena percentagem dos estudantes mais brilhantes é convidada a estudar na instituição. O King's College de Londres tem hoje em dia aproximadamente 25 000 alunos, sendo 14 997 alunos de graduação e 10 190 de pós-graduação. Seu primeiro professor foi John Frederic Danniel, um físico e químico muito famoso por ter criado a Pilha de Daniell, um Higrômetro e um Pirômetro de registro. O King's College constitui o maior centro de formação médica da Europa.
Durante a Primeira Guerra Mundial, mais tarde, o primeiro presidente checoslovaco Professor Tomáš Garrigue Masaryk deu palestras (e procurou a criação de um Estado checoslovaco independente) também lá, de setembro de 1915 a maio de 1917.